# Ниязов, Абдукаххар
Абдукаххар Ниязов — советский хозяйственный, государственный и политический деятель.

## Биография
Родился в 1930 году в Ферганской области. Член КПСС.
С 1943 года — на хозяйственной, общественной и политической работе. В 1943—1995 гг. — табельщик, счетовод-табельщик, агроном, главный
агроном колхоза «Правда» Кокандского района, главный агроном в совхозах «40 лет Октября» и имени Жданова того же района, начальник районного производственного управления, директор совхоза «Ганиабад» Узбекистанского района, директор совхоза им. Жданова Фрунзенского района Ферганской области.
Избирался депутатом Верховного Совета Узбекской ССР 10-12-го созывов.
Умер после 1995 года.